# Super Durand
Super Durand (未来警察ウラシマン, Mirai Keisatsu Urashiman) est une série d'anime en cinquante épisodes de 25 minutes diffusée entre le 9 janvier et le 24 décembre 1983 sur Fuji Television. Il est basé sur un manga en quatre volumes édité à partir de 1978.
En France, seuls 26 épisodes furent doublés en français et diffusés à partir du 23 mars 1986 sur Canal+ dans Cabou Cadin, et au Québec sous le titre Super Durand, détective de choc à partir du 20 juin 1988 à Super Écran. Elle a aussi été diffusée sur Télé Monte-Carlo en 1984 dans l'émission Télé Monte Cartoon.

## Synopsis
En 1983, à Tokyo, alors qu'il tente d'échapper à la police et évite un contrôle routier, un jeune automobiliste se retrouve happé par une tornade. À sa grande surprise, il constate qu'il a débarqué à Néo-Tokyo, en l'an 2050.
Amnésique, il ignore qu'il est poursuivi par les membres de l'organisation criminelle mondiale NÉGA, commandée par le général Mégalon. Ce dernier pense que le jeune homme pourra l'aider à réaliser l'opération 3891. L'inspecteur La Bulle embauche Super Durand comme policier dans l'unité Megapole qui est chargé de combattre Néga. Super Durand est aidé d'un policier nommé Claude et d'une jeune religieuse nommé Sophia, le jeune homme entre en guerre contre NÉGA sous le nom de « Super Durand ».
Le général Mégalon et l'inspecteur La Bulle soupçonnent Super Durand d'avoir des supers-pouvoirs qu'il a reçu lors de son voyage accidentel dans le temps. Durant la saison 1, ses pouvoirs se manifestent sans que Super Durand s'en rende compte sous l'effet de Flashs.

## Épisodes
1. Le grand chambardement
2. La grande équipe
3. Pour mémoire
4. Une pilule dure à avaler
5. Le piège
6. Requin chagrin
7. Une bonne graine
8. L'empreinte du passé
9. Les cerveaux maléfiques
10. Sur le toit du monde
11. Opération flocon
12. Bon sang ne saurait mentir
13. L'urne du diable
14. L'espion
15. Le point faible
16. La cible et le chasseur
17. Le grand repos
18. Maman
19. La sirène abandonnée
20. Le secret du Mégalon
21. L'échange
22. La recrue
23. L'île secrète
24. Le grand jeu
25. La dernière vague
26. Le dernier train

- 27 à 50 : non doublés

## Voix françaises
- François Leccia : Super Durand
- Marc François : Claude (voix principale)
- Sady Rebbot : Ludwig
- Philippe Ogouz : Inspecteur Victor la bulle, Ludwig (voix de remplacement)
- Marie-Martine Bisson : Sophia (voix principale)
- Serge Lhorca : Léon le bouffon
- Francine Lainé : Marlène
- Claude Dasset : Wolf, Général Mégalon
- Denise Metmer : Cathy (l'assistante de Wolf)
- Francis Lax : Claude (1ers épisodes)
- Catherine Lafond : Sophia (épisodes 1, 2, 3, 17 et 18)
- Gérard Hernandez : Léon (voix de remplacement)
- Georges Atlas : Wolf (voix de remplacement)
- Joseph Falcucci : Ludwig (2e voix de remplacement)

## Autour de la série
- Le nom original de Super Durand est une référence à la légende d'Urashima Tarō.
- La chanson du générique français a été composée par Cyril de Turckheim sur des paroles de Alexandre Révérend (alias Bernard Rissoll). Et le Générique est Interprété par Olivier Constantin
- Le manga (en 4 tome) dessiné par Noburo Akashi sur le scénario d'Hirohiki Soda est publié en français par la maison d'édition Black Box en décembre 2020 ER février 2021. Elle avait déjà édité précédemment le coffret DVD en 2012 comprenant seulement les épisodes doublés en français.